# Código de aeropuertos de la Fuerza Aérea Argentina
El código de aeródromos nacional de la Administración Nacional de Aviación Civil (Argentina) es un código de designación de aeropuertos compuesto por tres letras (A-Z) que sirve para identificar a los diferentes aeródromos (legalmente autorizados y habilitados como tales por la autoridad aeronáutica de aplicación (ANAC)) de la Argentina. 
Antiguamente la autoridad aeronáutica de aplicación era el Comando de Regiones Aéreas que dependía de la Fuerza Aérea Argentina desde la década de 1960 cuando uno de los gobiernos militares del país disolvió la Dirección de Aviación Civil y entregó toda su administración a la Fuerza Aérea. Esto fue revertido en 2007 cuando se creó la Administración Nacional de Aviación Civil.
Existen también los IATA (que identifican a aeropuertos con servicio aéreo comercial regular o no regular de pasajeros y/o carga, y el OACI que es el código que asigna OACI a los aeropuertos más importantes; pero los aeródromos de menor categoría (aeroclubes, aeródromos privados, y/o aeródromos de uso exclusivo de aviación general) no tienen asignados códigos IATA ni OACI por no revestir la importancia mínima requerida. Por eso TODOS los aeródromos HABILITADOS en la República Argentina tienen en primer lugar un código otorgado por la autoridad aeronáutica de aplicación (actualmente la Administración Nacional de Aviación Civil (Argentina)) en el momento de la habilitación. A su vez si el aeropuerto reviste la importancia requerida, la Autoridad asigna a su vez un código OACI también. El código IATA depende de una organización comercial de orden privado y se asigna sólo cuando el aeropuerto tiene la actividad que torna necesaria la asignación de un código que determina su ingreso al circuito de operadores comerciales afiliados a la organización.